# Muir-sziget
A Muir-sziget egy kitalált sziget a Marvel Comics képregényeiben, amely valahol Skócia északi partjaitól nagyjából 80,5 kilométerre helyezkedik el. A sziget a képregényekben általában az X-Men csapatával kapcsolatban jelenik meg. Első megjelenése az Uncanny X-Men 104. számában volt 1997-ben.

## Története
A Muir szigeten található a Föld legnagyobb és legjobban felszerelt mutáns-kutató központja, melyet Dr. Moira MacTaggert alapított. Dr. MacTaggert eredetileg azért hozta létre a komplexumot, hogy fián, Kevinen segítsen, aki egy hatalmas és pusztító erejű mutáns volt.
A szigeten található Mutáns-kutató Központban nagy mennyiségű adat található számos mutánsról, azok képességeiről, valamint mutánsokkal kapcsolatos témákról és betegségekről (mint például az Hagyaték-vírus). A Központ egy időben az Excalibur nevű csapat főhadiszállásaként is szolgált.

## Megjelenés más médiában
- Az X-Men 2 című filmben, Stryker számítógépének képernyőjén egy mappa elnevezése „Muira Island”.
- Az X-Men: Az ellenállás vége című filmben látható egy videófelvétel amiben Moira MacTAggert szerepel a Muri-szigeten. A stáblista utáni jelenet szintén a szigeten játszódik.
- A sziget feltűnik az X-Men animációs sorozat több epizódjában is.
- Az X-Men Legends videójáték egyik pályája.

## Külső hivatkozások
- A Muir-sziget a Marvel Comics oldalain